# Aerogrammus procerus
Aerogrammus procerus là một loài bọ cánh cứng trong họ Cerambycidae.